# Byttneria nitidula
Byttneria nitidula är en malvaväxtart som beskrevs av John Gilbert Baker. Byttneria nitidula ingår i släktet Byttneria och familjen malvaväxter. Inga underarter finns listade i Catalogue of Life.